# 주피터스 레거시 (드라마)
《주피터 레거시》(영어: Jupiter's Legacy)는 2021년 5월 7일 넷플릭스에서 공개된 미국 슈퍼히어로 드라마이다. 원작은 마크 밀러가 쓰고 프랭크 콰이틀리가 그린 만화 《주피터스 레거시》(Jupiter's Legacy)다. 스티븐 S. 디나이트가 기획·제작하였고 조시 더멜, 벤 대니얼스, 레슬리 비브, 엘레나 캠푸리스, 맷 랜터가 캐스팅되었다.

## 출연진

### 주연
- 조시 더멜 - 셸던 샘프슨 / 유토피안
- 벤 대니얼스 - 월터 샘프슨
- 레슬리 비브 - 그레이스 샘프슨
- 엘레나 캠푸리스 - 클로이 샘프슨
- 앤드루 호턴 - 브랜던 샘프슨
- 마이크 웨이드 - 피츠 스몰
- 맷 랜터 - 조지 허친

### 조연
- 테니카 데이비스 - 피트라 스몰
- 애나 아카나 - 라이코
- 타일러 메인 - 블랙스타

### 단역 출연
- 체이스 탕 - 베리언

## 에피소드
| 회차 | 제목                                | 감독      | 각본                 |
| ---- | ----------------------------------- | --------- | -------------------- |
| 1    | "By Dawn's Early Light"             | 추후 공개 | 스티븐 S. 디나이트   |
| 2    | "Paper and Stone"                   | 추후 공개 | 헨리 G. M. 존스      |
| 3    | "Painting the Clouds With Sunshine" | 추후 공개 | 모레니케 발로군 코크 |
| 4    | "All the Devils Are Here"           | 추후 공개 | 아킬라 쿠퍼          |
| 5    | "What's the Use?"                   | 추후 공개 | 케이트 바노          |
| 6    | "Cover Her Face"                    | 추후 공개 | 김상규               |
| 7    | "Ommes Pro Uno"                     | 추후 공개 | 줄리아 쿠퍼먼        |
| 8    | "How it All Ends"                   | 추후 공개 | 스티븐 S. 디나이트   |